# 조우크바

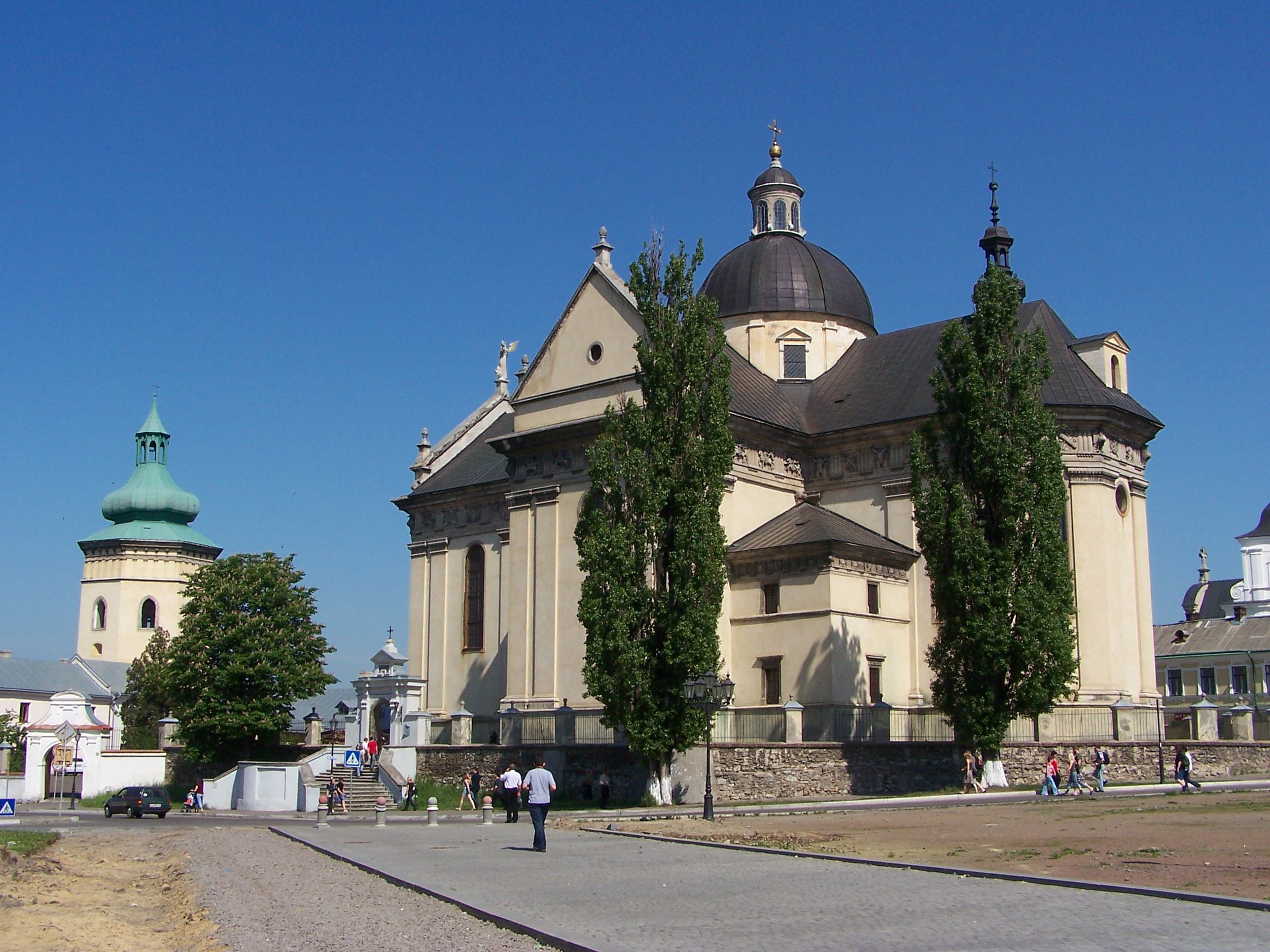

조우크바(우크라이나어: Жовква, 폴란드어: Żółkiew 주우키에프[*], 독일어: Zolkiew 촐키에프[*])는 우크라이나 서부 리비우주에 있는 도시이다. 인구는 1만3,000명이다.

## 역사
소비에트 연방 시절이던 1951년 표트르 네스테로프를 기념하기 위한 차원에서 도시 이름을 네스테로프로 변경했지만 1992년 지금과 같은 이름으로 변경되었다.

## 조우크바의 유명인들
- 살치아 란드만 이디시 문화(동부 아슈케나짐) 연구가
- 야쿠프 루드비크 소비에스키
- 야쿠프 소비에스키
- 표트르 네스테로프
- 브워지미에시 푸할스키(Włodzimierz Puchalski)
- 스타니스와프 주키에프스키(Stanisław Żółkiewski)
- 안드레아스 슐뤼터(Andreas Schlüter)
- 브워지미에시 스토제크(Włodzimierz Stożek)
- 힐렐 벤 나프탈리 제비(Hillel ben Naphtali Zevi)
- 나흐만 크로흐말(Nachman Krochmal)
- 야코프 벤 볼프 크란츠(Jacob ben Wolf Kranz)